# Crassula pellucida
Crassula pellucida là một loài thực vật có hoa trong họ Crassulaceae. Loài này được L. miêu tả khoa học đầu tiên năm 1753.

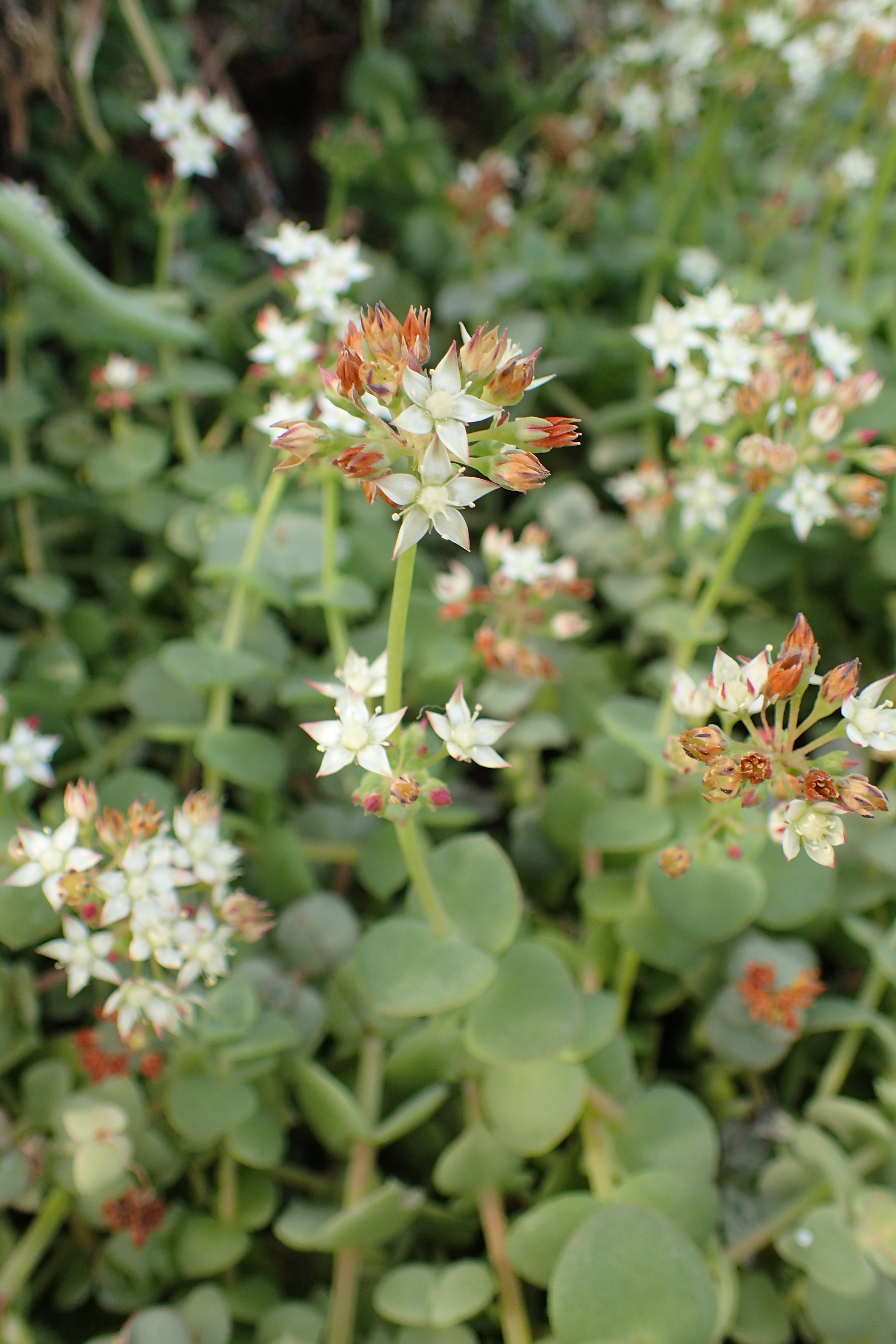
Flower detail: C. pellucida subsp. pellucida

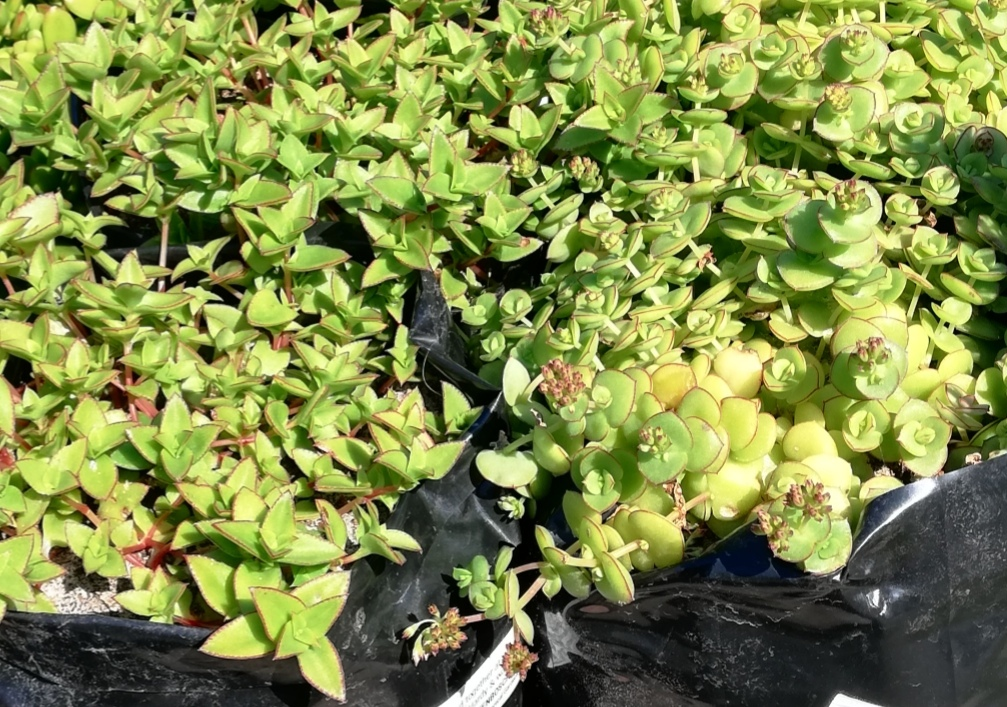
Subspecies brachypetala (left); and marginalis (right)

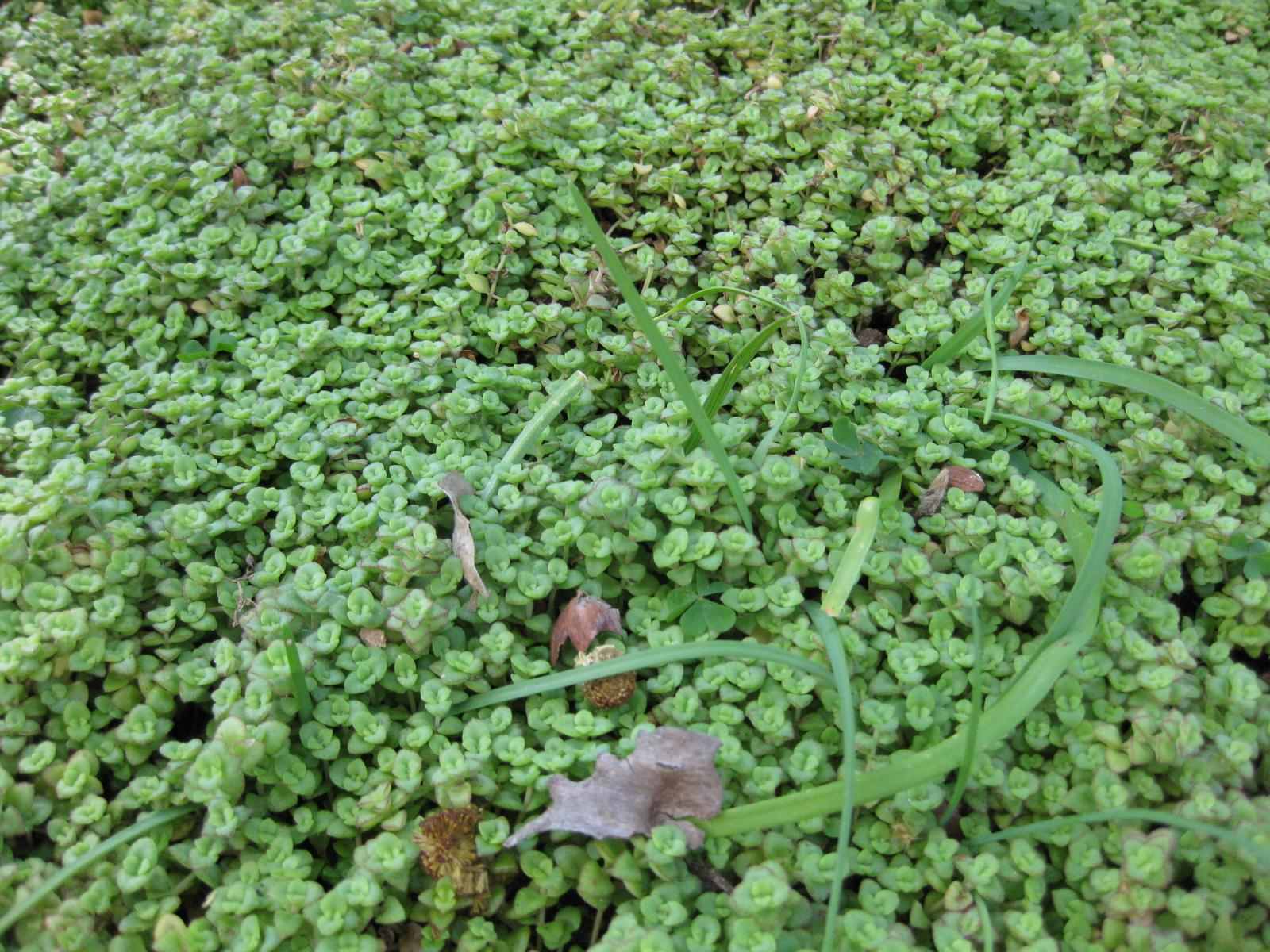
A petite form of C.pellucida subps. marginalis, here cultivated as a ground-cover